# Chi Ráng bích họa
Chi Ráng bích họa hay còn gọi chi cẩu tích (danh pháp khoa học: Woodwardia) là chi thực vật chứa khoảng 14 đến 20 loài thuộc họ Blechnaceae, nằm trong nhóm eupolypods II của bộ Polypodiales, lớp Polypodiopsida. Chúng có nguồn gốc từ vùng ôn đới và cận nhiệt đới của bắc bán cầu. Chủ yếu là các loài dương xỉ lớn với chiều dài của lá có thể từ 30 cm tới 300 cm tùy mỗi loài.
Danh pháp khoa học của chi này được đặt vinh danh Thomas Jenkinson Woodward, một nhà thực vật học người Anh.